# Remešský evangeliář
Remešský evangeliář, francouzsky nazývaný také Texte du Sacre (Korunovační text) je staroslověnský evangeliář (resp. evangelistář) z 11. století uložený v kapitulní knihovně katedrály v Remeši. Jeho autorství bývá připisováno svatému Prokopu a podle legendy na něj při korunovaci přísahali francouzští králové.
Je to iluminovaný rukopis, který daroval Karel IV. slovanskému klášteru v Emauzích v Praze. Za jeho panování byl považován za vlastnoruční dílo sv. Prokopa. V 15. století se pak tento rukopis dostal do Cařihradu jako dar byzantskému legátovi. Odsud jej zakoupil francouzský kardinál Karel Lotrinský a odvezl jej do Remeše. Rukopis se tak stal součástí chrámového pokladu v Remeši. Rukopis je významnou staroslovanskou památkou psanou hlaholicí a cyrilicí, mající význam i pro vývoj ruského písemnictví. Carové Petr Veliký a Mikuláš II. při svých cestách do Francie dostali kopii evangeliáře.
Skutečnost, že se v Remeši nacházel slovanský evangeliář, vybízela k nejrozmanitějším hypotézám. Podle Abbého Pluche - kněze žijícího ve Francii v 18. století - byl napsán Ebbonem, správcem knihovny Ludvíka Pobožného. Jiní se domnívali, že byl věnován francouzskému biskupovi ze Châlons Annou Jaroslavnou, dcerou kyjevského knížete Jaroslava Moudrého, při příležitosti její svatby s francouzským králem Jindřichem I. Jiné teorie dokonce tvrdily, že evangeliář byl nalezen při křížových výpravách v Jeruzalémě a pak věnován remešské katedrále.